# Nina Stapelfeldt
Nina Stapelfeldt, née le 13 avril 1995 à Hünenberg en Suisse, est une footballeuse internationale suisse évoluant au poste d'attaquante à ASJ Soyaux.

## Biographie

### Carrière en club
Après avoir évolué pendant cinq ans au SC Kriens, Nina Stapelfeldt rejoint en janvier 2014 le FC Zürich. En 2018, elle quitte son pays natal et rejoint le FC Twente aux Pays-Bas, puis l'année suivante La Gantoise en Belgique. Lors de l'été 2020, elle signe à l'ASJ Soyaux, en D1 française.

### Carrière en sélection
Nina Stapelfeldt joue en équipe de Suisse U17 et U19, et participe notamment à des matchs de qualifications pour les Championnats d'Europe. Elle reçoit sa première sélection en équipe A le 29 mai 2019, contre l'Italie en amical.